# گوندرات
گوندرات (به آلمانی: Gunderath) یک شهر در آلمان است که در فولکانایفل واقع شده‌است. گوندرات ۱۲۵ نفر جمعیت دارد.